# Rafael Vaganian
Rafael Vaganian (Erevan, 15 de outubro de 1951) é um jogador de xadrez da Armênia, com diversas participações nas Olimpíadas de xadrez. Vaganian participou das edições de 1978 a  1986 pela União Soviética tendo conquistado as medalhas de ouro individual e por equipes  e a de prata por melhor performance por rating em 1984 no terceiro tabuleiro e de prata por equipes em 1978. A partir de 1992, passou a competir pela Armênia, conquistando o bronze por equipes em 1992 e 2004 e a de ouro em 2004, pelo terceiro tabuleiro novamente.